# Chicago Party Aunt
Chicago Party Aunt es una serie de televisión de streaming de comedia estadounidense creada por Chris Witaske, Jon Barinholtz y Katie Rich para Netflix, inspirada en la cuenta de Twitter de Witaske. Los primeros ocho episodios se estrenaron el 17 de septiembre de 2021.

## Reparto de voz
- Lauren Ash como Diane Dunbrowski, también conocida como la tía de la fiesta de Chicago, la vida de la fiesta que evita cualquier responsabilidad y peluquera en el anteriormente Chi City Sports Cuts and Clips, ahora llamado Borough
- Rory O'Malley como Daniel, el sobrino gay de Diane que decidió vivir con ella y tomarse un año sabático en lugar de ir a la Universidad de Stanford.
- RuPaul Charles como Gideon, el nuevo gerente de Chi City Sports Cuts and Clips que cambia el nombre del salón como Borough
- Jill Talley como Bonnie, la hermana de Diane y la madre de Daniel
- Ike Barinholtz como Mark, el marido de Bonnie
- Jon Barinholtz como Mikey, el hijo gordo de Diane y Kurt que trabaja en el Aeropuerto Internacional Midway como manipulador de equipaje
- Bob Odenkirk como Feather
- Da'Vine Joy Randolph como Tina
- Katie Rica como Zuzana
- Chris Witaske como Kurt, el segundo exmarido de Diane y agente de la TSA en el Aeropuerto Internacional Midway
- Matt Craig

## Episodios
| N.º | Título                       | Dirigido por       | Escrito por                                 | Fecha de lanzamiento original |
| --- | ---------------------------- | ------------------ | ------------------------------------------- | ----------------------------- |
| 1   | «La tía fiestera de Chicago» | Joey Adams         | Chris Witaske & Jon Barinholtz & Katie Rich | 17 de septiembre de 2021      |
| 2   | «Tía helicóptero»            | Anna Hollingsworth | Jon Barinholtz                              | 17 de septiembre de 2021      |
| 3   | «Un placer»                  | Andy Thom          | Katie Rich                                  | 17 de septiembre de 2021      |
| 4   | «Parrillada descarrilada»    | Joey Adams         | Jessica Lamour                              | 17 de septiembre de 2021      |
| 5   | «Salchichas en Halloween»    | Anna Hollingsworth | Ike Barinholtz & David Stassen              | 17 de septiembre de 2021      |
| 6   | «Un día maratónico»          | Andy Thom          | Emily Walker & Mike Kosinski                | 17 de septiembre de 2021      |
| 7   | «Los premios Beefy»          | Joey Adams         | Chris Witaske                               | 17 de septiembre de 2021      |
| 8   | «Contacto de emergencia»     | Anna Hollingsworth | Theresa Mulligan Rosenthal                  | 17 de septiembre de 2021      |

## Producción

### Desarrollo
El 27 de julio de 2021, Netflix ordenó una serie de 16 episodios a la tía de la fiesta de Chicago. La serie fue creada por Chris Witaske, Jon Barinholtz y Katie Rich inspirados en la cuenta de Twitter del mismo nombre de Witaske. Se esperaba que Witaske, Barinholtz y Rich fueran productores ejecutivos junto a Ike Barinholtz, David Stassen, Will Gluck, Richard Schwartz, Chris Prynoski, Antonio Canobbio y Ben Kalina. Las productoras involucradas en la serie son 23/34, Olive Bridge Entertainment y Titmouse, Inc.

### Casting
Tras el anuncio del pedido de la serie, se informó que el elenco de voces incluye a Lauren Ash, Rory O'Malley, RuPaul Charles, Jill Talley, Ike Barinholtz, Jon Barinholtz, Da'Vine Joy Randolph, Rich y Witaske.

## Lanzamiento
Chicago Party Aunt fue lanzado en dos partes. Los primeros ocho episodios debutaron el 17 de septiembre de 2021.

## Recepción
El sitio web del agregador de reseñas Rotten Tomatoes informó una calificación de aprobación del 33% con una calificación promedio de 7.5/10, basada en 6 reseñas críticas. Metacritic le dio a la serie una puntuación promedio ponderada de 56 sobre 100 según 4 críticas, lo que indica "críticas mixtas o promedio".
Daniel Fienberg de The Hollywood Reporter declaró que "con demasiada frecuencia, el programa consiste en referencias locales, pronunciaciones divertidas y luego un final semidulce que no logra aterrizar de manera convincente". Al revisar la serie para Chicago Sun-Times, Richard Roeper le dio una calificación de 3/4 estrellas y dijo: "El juerguista amante de la diversión de Twitter está rodeado de tantos personajes adorables, podemos perdonar todas las referencias a Fridge y Malort".
 